# Chichester (Québec)
Pour les articles homonymes, voir Chichester.
Chichester est une municipalité de canton dans le Pontiac, en Outaouais, au Québec (Canada)

## Histoire

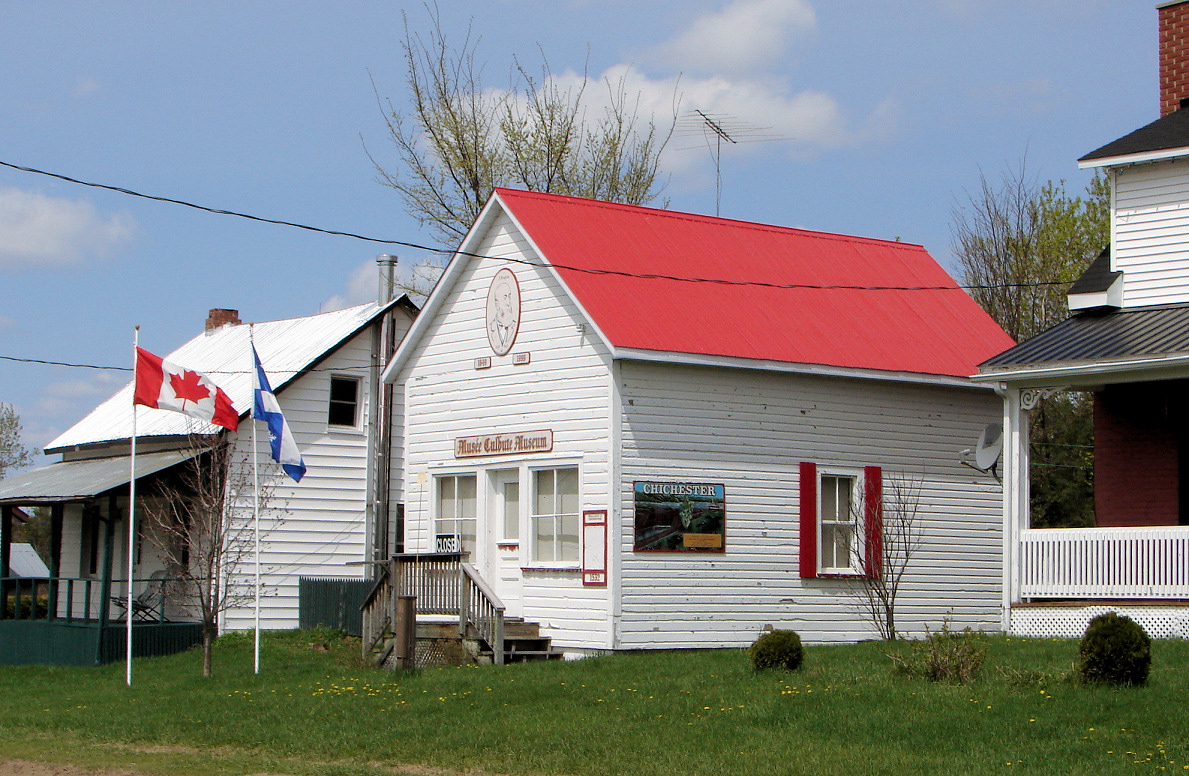
Musée Chichester

## Démographie
| 1991 | 1996 | 2001 | 2006 | 2011 | 2016 | 2021 |
| ---- | ---- | ---- | ---- | ---- | ---- | ---- |
| 460  | 462  | 381  | 388  | 368  | 348  | 350  |

## Administration
Les élections municipales se font en bloc pour le maire et les six conseillers.
| Chichester Maires depuis 2003                                                                                        |               |         |          |
| Élection | Maire         | Qualité | Résultat |
| 2003 | Donald Gagnon |         | Voir     |
| 2005 | Donald Gagnon | Voir    |          |
| 2009 | Donald Gagnon | Voir    |          |
| 2013 | Donald Gagnon | Voir    |          |
| 2017 | Donald Gagnon | Voir    |          |
| 2021 | Donald Gagnon | Voir    |          |
| Élection partielle en italique Depuis 2005, les élections sont simultanées dans toutes les municipalités québécoises |               |         |          |